# Алыча 'Несмеяна'
Алыча 'Несмеяна' — самобесплодный, универсальный сорт, очень раннего срока созревания. Получен из сеянца от свободного опыления сорта 'Кубанская Комета'.
Группа гибридов, в которую входит алыча 'Несмеяна' называется — русская слива (лат. Prunus ×rossica Erem.). Это принципиально новая косточковая культура, созданная в России в XX веке в результате гибридизации алычи и сливы китайской. Сочетает высокую продуктивность и выносливость алычи с крупноплодностью и хорошими вкусовыми качествами. Идею названия «слива русская» предложили американцы после знакомства с алычой гибридной. Алыча входит в род Слива, а большинство её гибридов выведены в России. Сливы русские регистрируются ФГУ «Государственная комиссия Российской Федерации по испытанию и охране селекционных достижений» под родовым названием Алыча.
Включён в Государственный реестр селекционных достижений в 2005 году по Центральному региону.

## Биологическое описание
Дерево высокорослое. Крона раскидистая, средней густоты. Побеги средней толщины, коленчатые, зеленовато-бурые. В плодоношение вступает на 4-й год.
Листья крупные, эллиптические с городчатым краем.
Плоды крупные, 30 г, округлые, выровненные. Брюшной шов слабый, поверхностный. Окраска кожицы светло-красная. Воронка узкая, средней глубины. Вершина плодов плоская. Кожица средней толщины, плотная. Плодоножка средней длины и толщины, слабо прикреплена к плоду. Мякоть светло-красная, плотная, волокнистая. Вкус очень хороший, кисло-сладкий. Косточка среднего размера, отделяется. В плодах содержится: сухих веществ 10,7%, сахара 6,5%, кислоты 1,7%. Дегустационная оценка 4,5 балла.
Урожайность средняя. Сорт универсального назначения. Зимостойкость высокая. Относительно устойчив к болезням.
Достоинства: очень ранний срок созревания, зимостойкость, хороший вкус, отделяющаяся косточка.

Недостатки: самобесплодный, относительно устойчив к болезням, слабое прикрепление плодов к плодоножке.

## В культуре
В качестве опылителей подходят другие сорта алычи, сливы китайской и русской сливы.
Сорта русской сливы, выведенные и рекомендованные для выращивания в южной зоне, отличаются от вишни и сливы более длительным периодом активного вегетирования. Из-за затяжного роста побегов осенью к моменту выкопки саженцы плохо вызревают, а зимой чаще повреждаются морозами и иссушаются в прикопе. Поэтому весенняя посадка не всегда бывает удачной.
Посадку осуществляют в яму 60 на 80 см и глубиной 40—50 см, в центре рекомендуется установить кол. Верхний плодородный слой вынутого грунта смешивают с перегноем, добавляют 200 г фосфорных и 60 г калийных удобрений. Калийные удобрения можно заменить древесной золой — 0,5 кг на посадочную яму. Свежий навоз, азотные удобрения и известь в посадочную яму вносить не рекомендуется.
Формирующую обрезку слишком длинных молодых побегов рекомендуется производить . Нужно поймать момент, когда рост побегов только-только прекратился, и укоротить их на 20 сантиметров. Омолаживающая обрезка производится на 8—10-й год роста. Техника омоложения такая же, как и для других плодовых культур.